# هنري ليبسون
هنري ليبسون (بالإنجليزية: Henry Lipson)‏ (و. 1910 – 1991 م) هو فيزيائي من المملكة المتحدة . ولد في ليفربول . وكان عضواً في الجمعية الملكية .

## التعليم
تعلم في جامعة ليفربول

## مناصب وهيئات
أدار جامعة مانشستر.

## جوائز
حصل على جوائز منها:
- زمالة الجمعية الملكية
- قائد وسام الامبراطورية البريطانية.